# Mike Kelly (cầu thủ bóng đá, sinh năm 1954)
Michael Lawrence Kelly (sinh ngày 22 tháng 10 năm 1954 ở Belvedere, Kent) là một cựu cầu thủ bóng đá chuyên nghiệp người Anh thi đấu ở Football League, ở vị trí Tiền vệ.
Sau đó ông thi đấu cho Cray Wanderers, vô địch Kent League mùa giải 1980-81.